# Cestromoecha mundamensis
Cestromoecha mundamensis är en insektsart som beskrevs av Karsch 1896. Cestromoecha mundamensis ingår i släktet Cestromoecha och familjen vårtbitare. Inga underarter finns listade i Catalogue of Life.